# Џаузџан
Џаузџан је једна од 34 провинције Авганистана. На сјеверу је земље. Главни град је Шеберган.
Славни ученик Авицене, Абу Убајид ел Џаузџан потиче из ове области. У Џаузџану се налазе велике резерве нафте и природног гаса.